# Ilomantsi
Ilomantsi (Zweeds: Ilomants) is een gemeente in de Finse provincie Oost-Finland en in de Finse regio Noord-Karelië. De gemeente heeft een landoppervlakte van 2.763,38 km² en telt 4.492 inwoners (2022).
De oostelijke grens van de gemeente is de staatsgrens met Rusland. In de gemeente is het meer Virmajärvi gelegen. In dit meer is het meest oostelijke punt van Finland, en op Cyprus na, ook het meest oostelijke deel van de Europese Unie, gelegen op een klein naamloos eilandje.

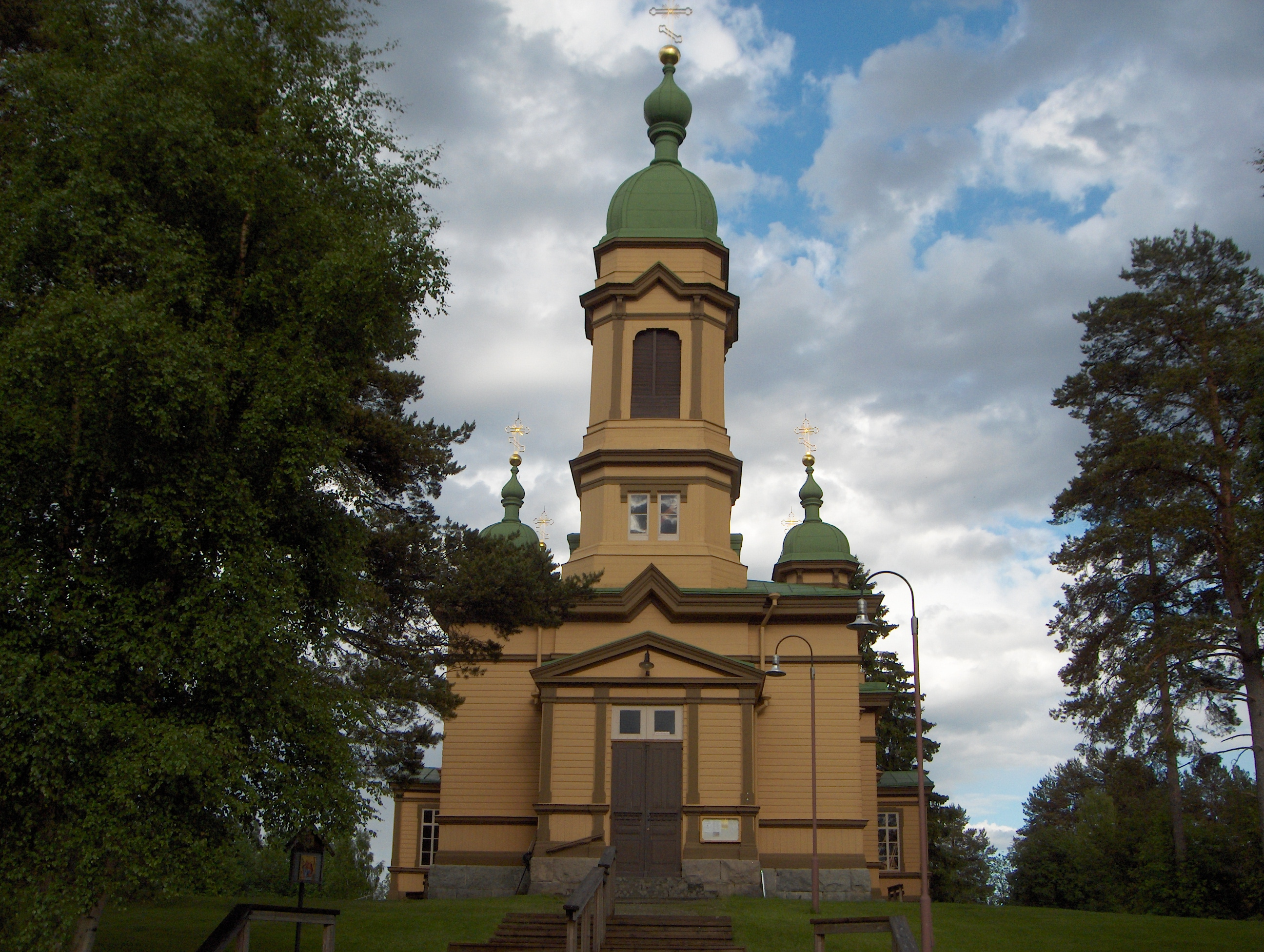
Orthodoxe kerk